# Hněvčeves
Hněvčeves (deutsch Hniewtschowes, auch Hniewczowes) ist eine Gemeinde in Tschechien. Sie liegt neun Kilometer südöstlich von Hořice und gehört zum Okres Hradec Králové.

## Geographie

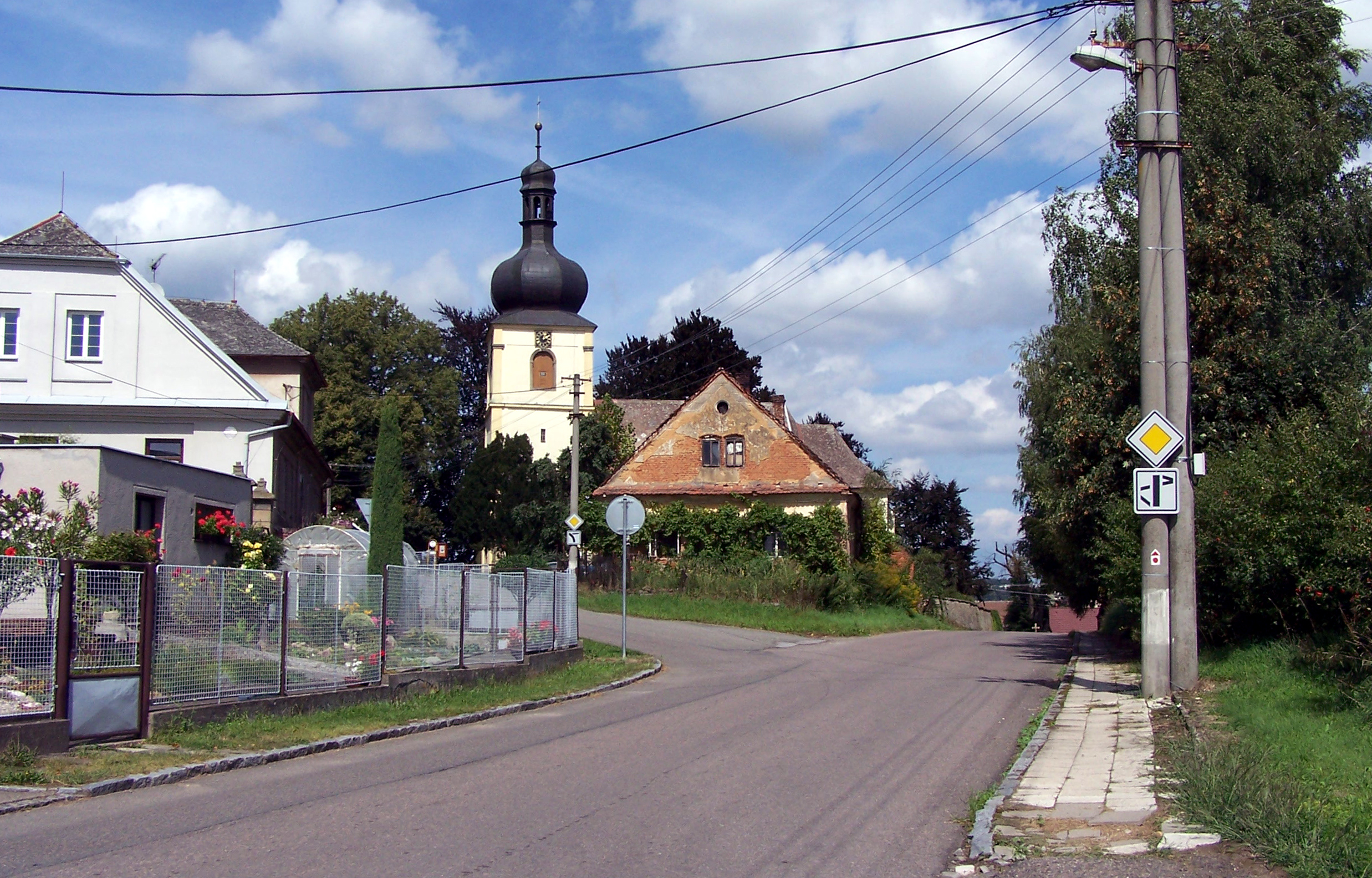
Hněvčeves

Hněvčeves befindet sich rechtsseitig des Flusses Bystřice am Übergang des Horschitzer Berglandes zur Ostböhmischen Tafel. Östlich des Dorfes führt die Bahnstrecke von Hradec Králové nach Jičín entlang der Bystřice, von der an der Bahnstation Hněvčeves die stillgelegte Nebenbahn nach Smiřice abzweigt. Südwestlich erheben sich die Hügel Rozkoš (285 m) und Bukvice (312 m), im Südosten der Svíb (Swiep, 330 m).
Nachbarorte sind Třebovětice und Cerekvice nad Bystřicí im Norden, Želkovice und Vrchovnice im Nordosten, Benátky im Osten, Čistěves im Süden, Sovětice und Dub im Südwesten, Horní Černůtky im Westen sowie Dolní Černůtky im Nordwesten.

## Geschichte
Die erste schriftliche Erwähnung erfolgte 1369 als Besitz des Vladiken Zdislav von Hněvčeves. Die Herren von Hněvčeves hielten die Güter bis zum Ende des 15. Jahrhunderts. Letzter Besitzer aus diesem Geschlecht war ab 1479 Mladota von Hněvčeves. Nach dessen Tode verkauften seine Erben Václav und Petr von Černůtky die Herrschaft 1503 an Václav Záruba von Hustířan. Er schloss die Güter an die Herrschaft Cerekvice nad Bystřicí und ließ die während der Hussitenkriege im Jahre 1424 zerstörte Kirche wieder aufbauen. Den Záruba gehörte Hněvčeves bis 1729, dann verkaufte Jan Josef Záruba die Herrschaft Cerekvice an Maximilian Ulysses Browne. Nach den Reichsgrafen Browne folgte ab 1822 Jan Graf Kolowrat, der zehn Jahre später den Besitz an Franz Girtler Ritter von Kleeborn verkaufte.
Nach der Aufhebung der Patrimonialherrschaften bildete Hněvčeves ab 1850 eine Gemeinde im Bezirk Königgrätz. Während des Deutschen Krieges traf am 2. Juli 1866 eine österreichische Vorhut in Hněvčeves auf die Preußen und es kam zu einem Gefecht. Südöstlich des Ortes fand am nächsten Tage um die Hügel Svíb und Chlum die entscheidende Schlacht von Königgrätz statt.
1881 erfolgte der Bau der Eisenbahn von Hradec Králové über Sadová nach Ostroměř sowie der davon abzweigenden Rübenbahn von Hněvčeves nach Smiřice. Beide Strecken wurden im März 1882 eingeweiht.
Die Girtler von Kleeborn hielten Hněvčeves bis 1887, danach gingen die Güter an den kaiserlichen Privatfonds über. 1897 kam die Gemeinde zum Bezirk Nová Paka. Von 1949 bis 1960 war die Gemeinde dem Okres Hořice zugeordnet, seit 1961 gehört sie zum Okres Hradec Králové. Auf der Bahnstrecke Hněvčeves-Smiřice wurde Ende 2004 der Personenverkehr eingestellt.

## Gemeindegliederung
Für die Gemeinde Hněvčeves sind keine Ortsteile ausgewiesen.

## Sehenswürdigkeiten

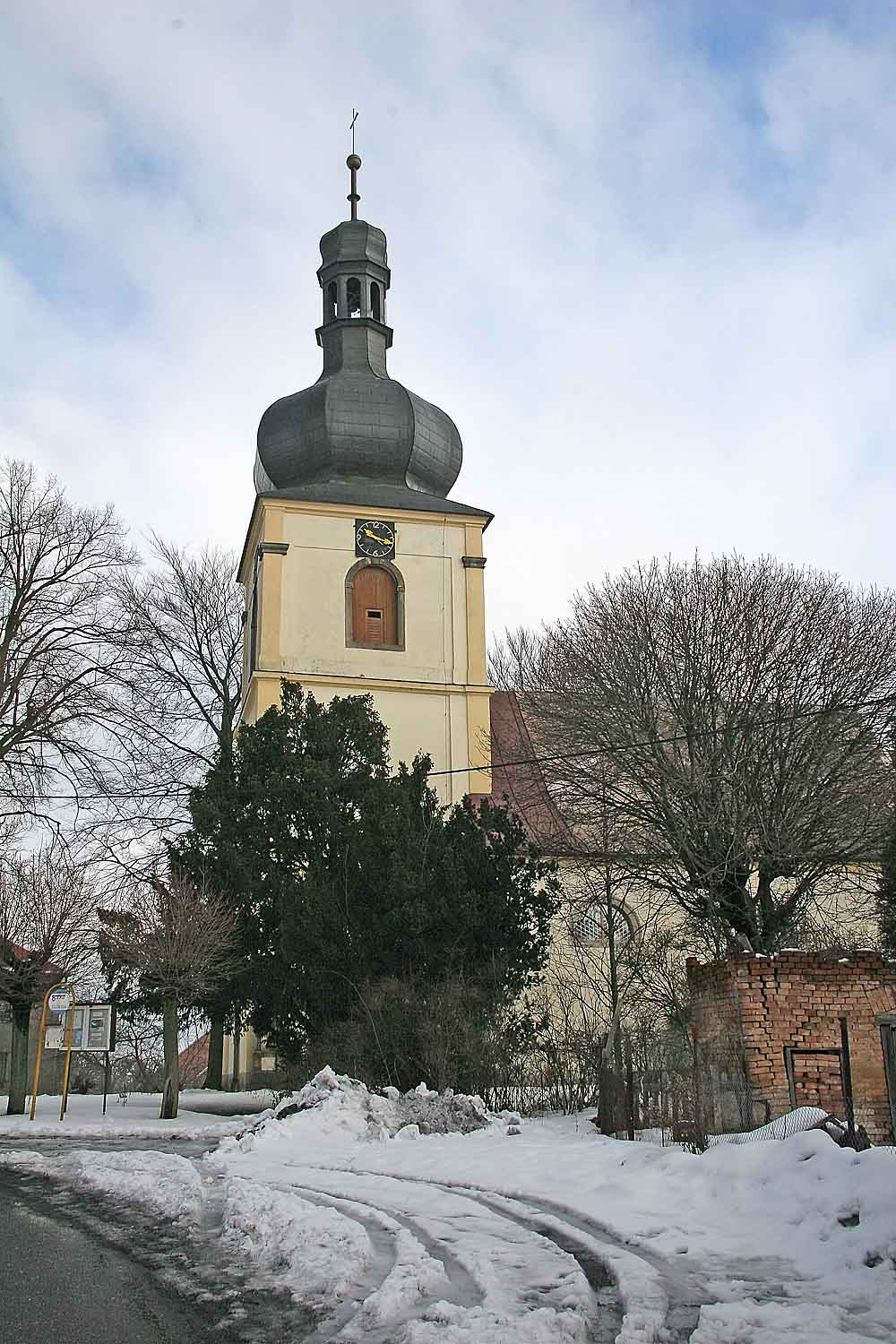
Kirche St. Georg

- Kirche St. Georg, ursprünglich gotisches Bauwerk aus dem 14. Jahrhundert. Nach ihrer Zerstörung durch die Hussiten wurde die Kirche im 16. Jahrhundert im Renaissancestil wiedererrichtet und um 1700 barockisiert.
- Pfarrhaus, Barockbau aus dem Jahre 1767
- 200-jährige Linde
- Gedenksteine an die Schlacht von Königgrätz in Hněvčeves sowie im Wald Svíb, südöstlich des Dorfes
- Nischenkapelle an der Straße nach Cerekvice
- Gedenktafel für Jan Podlipný an dessen Geburtshaus
- Urne mit der Asche des von der Gestapo ermordeten Geologen und Mineralogen Prof. František Ulrich (1899–1941)

## Persönlichkeiten

### Söhne und Töchter der Gemeinde
- Jan Podlipný (1848–1914), Oberbürgermeister von Prag

### In der Gemeinde lebten und wirkten
- Johann Baptist Vanhal (1739–1813), wirkte 1759 als Organist an der Kirche und Lehrer an der Pfarrschule
- Josef Antonín Janiš (1749–1821) war Dekan in Hněvčeves. Bekanntheit erlangte er als Bienenforscher und Entdecker der Parthenogenese bei Bienen.